# Dolné Semerovce
Dolné Semerovce es un municipio del distrito de Levice en la región de Nitra, Eslovaquia, con una población estimada a final del año 2024 de 535 habitantes.
Se encuentra ubicado al este de la región, cerca de los ríos Ipoly y Hron (ambos, afluentes izquierdos del Danubio) y de la frontera con la región de Banská Bystrica.

## Demografía
| Año        | 1994 | 2004    | 2014     | 2024    |
| ---------- | ---- | ------- | -------- | ------- |
| Población  | 462  | 502     | 555      | 535     |
| Diferencia |      | +8,65 % | +10,55 % | −3,60 % |

| Año        | 2023 | 2024 |
| ---------- | ---- | ---- |
| Población  | 535  | 535  |
| Diferencia |      | +0 % |